# Birkir Már Sævarsson
Birkir Már Sævarsson (Reikiavik, 11 de noviembre de 1984) es un futbolista islandés que juega en la demarcación de defensa para el Nacka F. C. de la División 2.

## Selección nacional
Tras jugar en la selección sub-21, el 2 de junio de 2007 debutó finalmente con la selección absoluta de Islandia en un partido de clasificación para la Eurocopa 2008 que finalizó con un resultado de empate a uno con Liechtenstein tras los goles de Brynjar Gunnarsson por parte de Islandia y de Raphael Rohrer por parte de Liechtenstein. Además disputó la clasificación para la Copa Mundial de Fútbol de 2010 y la clasificación para la Copa Mundial de Fútbol de 2014. También jugó la Eurocopa 2016, disputando el primer partido de la fase de grupos contra Portugal.
El 5 de septiembre de 2021 llegó a las 100 internacionalidades, cifra que alcanzó junto a su compañero Birkir Bjarnason y que anteriormente solo había logrado Rúnar Kristinsson.

### Participaciones en la Copa Mundial de Fútbol
| Copa                           | Sede  | Resultado    |
| ------------------------------ | ----- | ------------ |
| Copa Mundial de Fútbol de 2018 | Rusia | Primera fase |

### Participaciones en la China Cup
| Copa           | Sede  | Resultado  |
| -------------- | ----- | ---------- |
| China Cup 2017 | China | Subcampeón |

### Goles internacionales
| # | Fecha                 | Estadio                                 | Oponente      | Gol | Resultado | Competición                         |
| - | --------------------- | --------------------------------------- | ------------- | --- | --------- | ----------------------------------- |
| 1 | 6 de junio de 2016    | Laugardalsvöllur, Reikiavik, Islandia   | Liechtenstein | 2–0 | 4-0       | Amistoso                            |
| 2 | 14 de octubre de 2020 | Laugardalsvöllur, Reikiavik, Islandia   | Bélgica       | 1-1 | 1-2       | Liga de Naciones de la UEFA 2020-21 |
| 3 | 31 de marzo de 2021   | Rheinpark Stadion, Vaduz, Liechtenstein | Liechtenstein | 0-1 | 1-4       | Clasificación para el Mundial 2022  |

## Clubes
| Club            | País     | Año       | Partidos | Goles |
| --------------- | -------- | --------- | -------- | ----- |
| Valur Reykjavík | Islandia | 2003-2008 | 81       | 2     |
| SK Brann        | Noruega  | 2008-2014 | 191      | 18    |
| Hammarby IF     | Suecia   | 2015-2017 | 99       | 4     |
| Valur Reykjavík | Islandia | 2018-2024 | 216      | 25    |
| Nacka F. C.     | Suecia   | 2025-     |          |       |

## Palmarés

### Campeonatos nacionales
| Título                | Club            | País     | Año  |
| --------------------- | --------------- | -------- | ---- |
| Copa de Islandia      | Valur Reykjavík | Islandia | 2005 |
| Úrvalsdeild Karla     | Valur Reykjavík | Islandia | 2007 |
| Deildabikar           | Valur Reykjavík | Islandia | 2008 |
| Supercopa de Islandia | Valur Reykjavík | Islandia | 2018 |
| Deildabikar           | Valur Reykjavík | Islandia | 2018 |
| Úrvalsdeild Karla     | Valur Reykjavík | Islandia | 2018 |
| Úrvalsdeild Karla     | Valur Reykjavík | Islandia | 2020 |
| Deildabikar           | Valur Reykjavík | Islandia | 2023 |